# Březná (Štíty)
Březná (německy Friese) je ves ležící v nadmořské výšce 443 m v údolí stejnojmenné řeky, v bezprostředním sousedství Štítů při silnici z tohoto města na sever k Červené Vodě. Katastr o rozloze 371 hektarů se po připojení Březenského Dvora zvětšil na 521 hektarů.

## Historie
Březná patří k nejstarším vsím na Štítecku. Připomíná se již roku 1278 u Šilperka. Později sice připadla k hradu Hoštejn a roku 1464 jako Horní Březná k Zábřehu, ale po roce 1516 se dostala opět k Šilperku a roku 1596 k panství Ruda.
Na počátku 19. století existovala v Březné manufaktura na kartouny s bělidlem, ale ta roku 1824 zanikla. Po roce 1848 měla ves okresní soud v Šilperku a politickou správu v Zábřehu. 
Do roku 1918 byla tato sídelní lokalita označována česky jako Březná – Ves, německy Friesedorf, potom jenom jako Březná, a to i po připojení Březenského Dvora roku 1949. Vznikla zřejmě na místě vykáceného březového lesa (březiny), nebo bylo její jméno spojeno s názvem řeky Březné. 
Po roce 1918 se v Březné i Březenském Dvoře uplatnil vliv několika německých politických stran, aktivistických i negativistických. O zdejší obecné a pochopitelně až do roku 1945 německé škole víme jenom to, že existovala již od roku 1853.
Po roce 1949 začal v Březné a Březenském Dvoře hospodařit Státní statek Šumperk, který převzal půdu zdejšího potravinářského družstva a později i soukromých hospodářství. V rámci delimitace připadly pozemky Březné od roku 1957 pod Státní statek v Postřelmově a od roku 1964 ke statku ve Štítech. V roce 1980 byla Březná připojena ke Štítům.

## Pamětihodnosti
- Sousoší Nejsvětější Trojice se nachází na Březné, v zahradě u domu č. p. 18. Sousoší bylo prohlášeno za kulturní památku Ministerstvem kultury v roce 2003.[6]

## Osobnosti spojené s Březnou
- Hubert Lubich – rakouský politik, poslanec Moravského zemského sněmu a dlouholetý starosta Březné

## Průmysl
- ZEAS Březná a.s. - Zemědělská akciová společnost byla založena v květnu roku 1993 skupinou oprávněných osob a vlastníků zemědělské půdy, kterým tehdejší Státní statek Štíty vrátil v restitucích zemědělský majetek. Mezi hlavní předměty podnikání patří: hostinská činnost, zemědělství, včetně prodeje nezpracovaných zemědělských výrobků, silniční motorová doprava nákladní, výroba elektřiny, obchod a služby.[7]

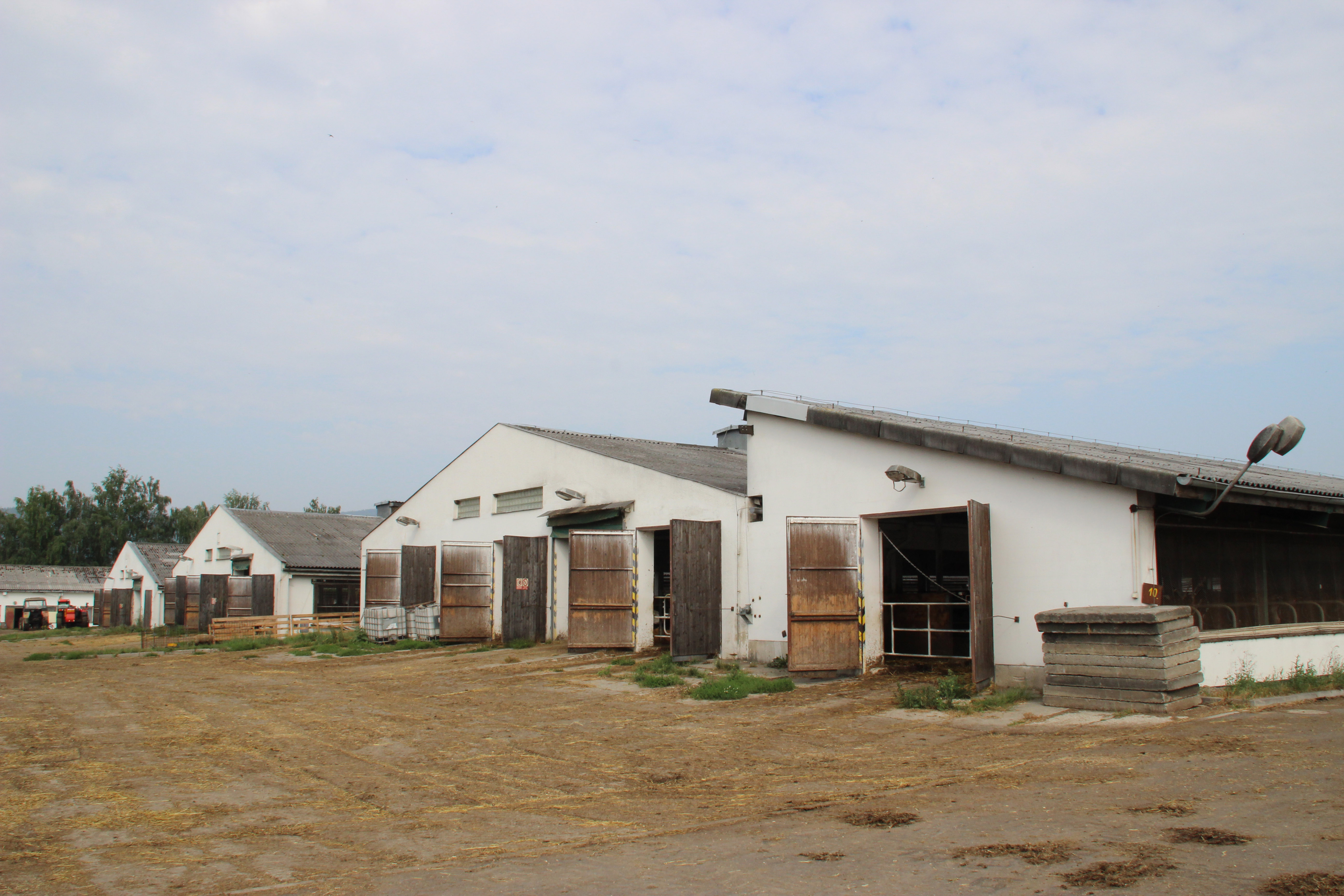
ZEAS Březná a.s. - chov skotu
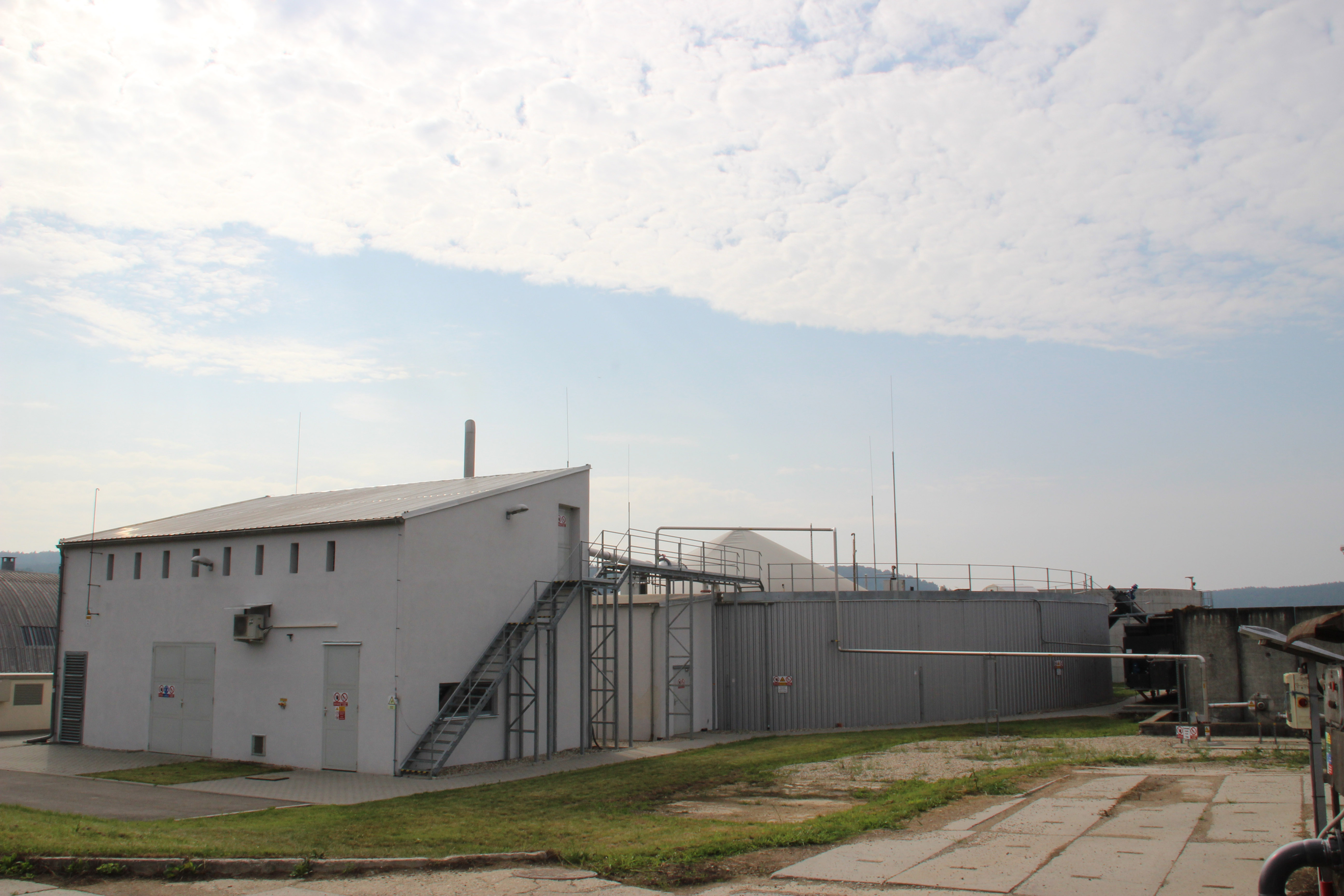
ZEAS Březná a.s. - bioplynová stanice